# Elena Micheli
Elena Micheli (Roma, 29 de abril de 1999) es una deportista italiana que compite en pentatlón moderno. Ganó tres medallas en el Campeonato Mundial de Pentatlón Moderno, en los años 2019 y 2023.

## Medallero internacional
| Campeonato Mundial | Campeonato Mundial  | Campeonato Mundial | Campeonato Mundial |
| Año                | Lugar               | Medalla            | Competición        |
| ------------------ | ------------------- | ------------------ | ------------------ |
| 2019               | Budapest (Hungría)  | Medalla de plata   | Individual         |
| 2022               | Alejandría (Egipto) | Medalla de oro     | Individual         |
| 2023               | Bath (Reino Unido)  | Medalla de oro     | Individual         |